# Manush Peshkëpia
Manush Peshkëpia (ur. 1910 we Wlorze, zm. 26 lutego 1951 w Mëniku) – albański finansista, poeta i dziennikarz.

## Życiorys
Pracował w Narodowym Banku Albanii jako finansista, w latach 30. tworzył wiersze, które publikowano w licznych ówczesnych czasopismach, między innymi w Përpjekja shqiptare. Podczas II wojny światowej był redaktorem naczelnym czasopisma Flamuri, działał również w Balli Kombëtar i kierował audycją literacką w Radiu Tirana w 1944 roku.
W 1945 roku został uznany za wroga ludu, aresztowany i skazany na 5 lat pozbawienia wolności; został zwolniony po czterech latach. 20 lutego 1951 roku został ponownie aresztowany w związku z zamachem bombowym na radziecką ambasadę w Tiranie; przez kilka następnych dni był torturowany, a 26 lutego tegoż roku rozstrzelany w miejscowości Mënik.

## Odznaczenia
Został pośmiertnie odznaczony orderem Nderi i Kombit przez prezydenta Albanii Bamira Topiego.

## Życie prywatne
Miał starszego brata Nexhata (1908-1970).